# Leandro Paredes
Leandro Daniel Paredes (San Justo, Buenos Aires, 29 de junio de 1994) es un futbolista argentino que juega como mediocampista en el Club Atlético Boca Juniors de la Primera División de Argentina. Es internacional con la selección de Argentina desde el 13 de junio de 2017.
Inició su carrera en las divisiones inferiores de Boca Juniors, institución de la que es confeso simpatizante y con la cual obtuvo dos títulos entre 2010 y 2014. A lo largo de su carrera, integró las filas de varios clubes de Italia, más tarde se posicionó en el Zenit de San Petersburgo. Recaló en Paris Saint-Germain F. C. de Francia en 2019, donde consiguió 10 títulos, incluyendo cuatro temporadas de la Ligue 1. Más tarde se estableció nuevamente en Italia, en la Juventus de Turín y A.S. Roma respectivamente, formando parte del equipo titular de ambos. En 2025, retornó a Argentina y a Boca Juniors, club donde comenzó su carrera profesional.
A nivel internacional, formó parte de las selecciones sub-15 y sub-17 de Argentina, con la que disputó los campeonatos sudamericanos de 2009 y 2011, respectivamente. Con la selección mayor, logró el tercer puesto en la Copa América del año 2019 —fue el único argentino incluido en el equipo ideal del torneo— y los títulos en las ediciones 2021 y 2024. Integró, también, el plantel que obtuvo la Copa Mundial de Fútbol de 2022 en Catar, siendo titular en dos encuentros —el debut ante Arabia Saudita y la semifinal contra Croacia— y cumpliendo un rol clave en las dos definiciones por penales que el cuadro albiceleste afrontó en el certamen, al convertir la segunda ejecución en los cuartos de final ante Países Bajos y la tercera en la final frente a Francia.

## Primeros años
Leandro Paredes nació el 29 de junio de 1994 en San Justo, una localidad ubicada en el área metropolitana de Buenos Aires, a 2,5 km del acceso oeste a la capital argentina Su padre es argentino y su madre es paraguaya. Su aventura en el fútbol inició a la edad de 3 años en un club de baby fútbol llamado "La Justina de San Justo". También jugaba en el club San Pantaleon, en La Tablada. Cuando su familia se mudó al barrio porteño de Mataderos, pasó a jugar al Brisas del Sur, otro club de baby de la ciudad donde nació.
Muy influenciado por su tío, Luís Paredes, quien compartió equipo en las categorías infantiles de Argentinos Juniors con el conocido jugador de Boca Juniors Juan Román Riquelme, se volvió fanático de los xeneizes. En 2004, conoció a La Bombonera y reconoció haberse sentido identificado a partir de ese momento.
Con su club de barrio, le ganó una final de un torneo a Parque, otro club barrial cuyo ojeador era Ramón Maddoni, quien descubrió a otras jóvenes promesas como Carlos Tévez, y que le ofreció una oportunidad de jugar en las categorías inferiores de Boca a Leandro.
En 2006 participó del torneo Arousa Fútbol 7 en España representando a los xeneizes, donde llegó a destacarse por encima de Thiago Álcantara o Bojan Krkić.

## Trayectoria

### Formación en Boca Juniors
A los 16 años, durante el Torneo Apertura 2010, el entrenador de Boca en ese entonces Claudio Borghi subió al primer equipo a Paredes para que entrenara con los mayores, con la condición de que terminara el secundario, ya que Leandro había dejado la escuela. Se concentró por primera vez para un partido contra Independiente, aunque el DT le había anticipado que no tenía chances de ir al banco. Su gran buen rendimiento en las prácticas hizo que Borghi lo incluyera en el banco de suplentes el día del partido ante Argentinos Juniors el 6 de noviembre utilizando la camiseta número 20 en lo que fue también la vuelta de Juan Román Riquelme luego de varios meses de inactividad. A los 38 minutos del segundo tiempo debutó en Primera División reemplazando a Lucas Viatri. De cara al Torneo Clausura 2011, el nuevo director técnico del club, Julio César Falcioni, no lo tendría en cuenta, por lo que pasaría la mayor parte de la temporada 2011-12 como suplente.
En la temporada 2012-13, en el Torneo Inicial 2012, tendría mucha más continuidad y jugaría trece partidos, dentro de los cuales, frente a River Plate su equipo consiguió el empate 2 a 2 al final del agónico encuentro gracias a una jugada que él inició. Además, tendría un papel destacado en los clásicos frente a San Lorenzo de Almagro, donde convirtió 2 goles en la victoria del xeneize por 3 a 1 en condición de local, y Racing Club, en donde también conseguiría un doblete, uno de ellos con tiro libre, para cuyo festejo Paredes imitó el gesto del "Topo Gigio" de Riquelme.
A pesar de su gran campeonato, Falcioni sería destituido y, con el retorno de Carlos Bianchi, en el Torneo Final 2013 no tendría gran continuidad y disputaría sólo siete partidos, en ninguno arrancó como titular. Durante la pretemporada 2013-2014, el arquero titular del equipo Agustín Orión le rompió un ligamento del tobillo izquierdo durante un entrenamiento, en una jugada donde ambos se cruzaron. Esto haría que Paredes jugara sólo cuatro partidos en el club xeneize, por lo que una vez finalizado el Torneo Inicial 2013 fue fichado por la Roma.

#### Préstamo a Chievo Verona y A. S. Roma

##### Llegada a Italia y adaptación
Fue transferido al conjunto romano en condición de préstamo por 18 meses y con opción de compra. A su vez, la A. S. Roma decidió mandarlo a préstamo a otro equipo para que de esta manera tuviese más continuidad, ya que en el equipo de la capital no tendría muchas oportunidades de tener rodaje.

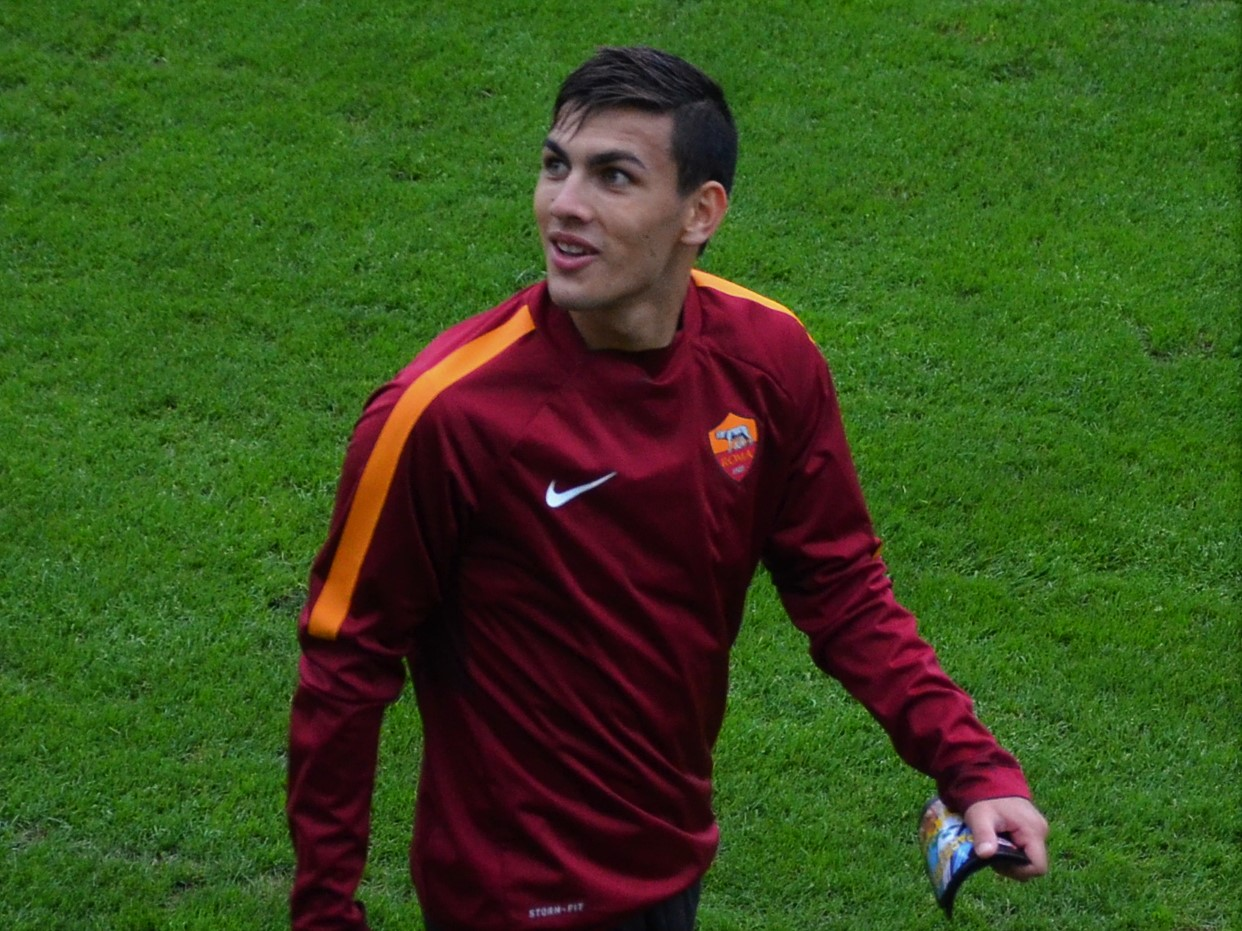
Leandro Paredes en un precalentamiento para la Roma en 2014.

El 29 de enero de 2014 fue cedido al ChievoVerona, con el traspaso realizándose con la garantía de la Roma que, una vez finalizadas las plazas disponibles para ciudadanos extracomunitarios, se habilitara al jugador. El 4 de mayo debutó con el conjunto clivensi, debutando en casa ante el Torino, en una derrota por 1-0: este también sería su único partido de la temporada con el Chievo.
El 19 de julio de 2014, regresó a la Roma, con la opción de ser fichado de manera total con el club. El 27 de septiembre hizo su debut oficial ante el Hellas Verona, partido ganado por 2-0 por los Giallorossi, entrando en la segunda parte en lugar de Radja Nainggolan. El 8 de febrero, marcó su primer gol en la liga en la victoria por 2-1 sobre el Cagliari. El 26 de febrero de 2015 debutó en la Europa League en Róterdam ante el Feyenoord, entrando en el minuto 83 en lugar de Francesco Totti, donde el partido terminó 2-1 para la Roma. Su primera temporada concluyó con 13 apariciones y 1 gol, y pese a su escaso tiempo de juego, la Loba acabaría fichando al argentino por 4,5 millones de euros.

### A. S. Roma
El 31 de agosto de 2015, cedido al Empoli, debutó con la camiseta de los Azzurri el 13 de septiembre en el partido en casa ante el Napoli, que finalizó 2-2. El club toscano atravesaba un momento difícil: el entrenador del equipo que logró el ascenso la temporada anterior, Maurizio Sarri, acabó yendóse y junto con él, jugadores importantes: Daniele Rugani, Elseid Husai y Mirko Valdifiori. El nuevo entrenador del Empoli, Marco Giampaolo, no aplicó cambios radicales al sistema de juego: los toscanos continuaron actuando con un diamante en el centro del campo. Una de las principales figuras de esta formación fue Paredes, quien por primera vez en su carrera se sometió a jugar en un rol más defensivo, donde se suponía que reemplazaría a Valdifiori, desempeñando las funciones de un pívote defensivo organizador.
En su nueva posición, Paredes se adaptó muy rápido. Debido a su pasado como enganche, Leo podía salir de la presión regateando sin problemas, y gracias a su excelente visión de campo, se convirtió en uno de los líderes de la Serie A en cuanto a número de pases al tercio final. En la segunda mitad de la temporada, Empoli logró varias victorias en casa y pudo mantenerse en la división de élite. En la temporada 2015/16, Paredes se convirtió en protagonista de su equipo por primera vez en su carrera (33 partidos, dos goles) y regresó a Roma.
En la temporada siguiente (2016-2017) regresó a la Roma y debutó en la Champions League 2016-2017 contra el Porto en la ida de los play-offs el 17 de agosto de 2016. El 23 de octubre de 2016 marcó un gol de tiro libre contra el Palermo en casa, en la victoria por 4-1. Durante la temporada, Paredes se convirtió en uno de los jugadores estándares de Roma. Bajo el liderazgo de Luciano Spalletti, los romanos se convirtieron en la principal sensación de la primera mitad de la temporada italiana. Spaletti usó a Paredes como un pívote organizador en una formación 4-3-1-2. Fue allí donde sus habilidades se desarrollaron por completo: su visión del campo, su rango de pases y la capacidad de controlar el balón y el ritmo del partido. Su segundo gol del campeonato lo marcó el 19 de febrero de 2017 en el Olímpico, desde fuera del área, contra el Torino, marcando el 3-0 (finalizó 4-1). En la segunda mitad de la temporada, Paredes tuvo menos posibilidades de entrar en la alineación titular, y en total jugó 27 partidos, saliendo 12 veces como suplente. Su tercer y último gol con los Giallorossi fue en la victoria por 3-1 ante el Sassuolo el 19 de marzo de 2017.
Al final de la temporada, quedó claro que Leandro no sería un jugador importante en el equipo con el nuevo entrenador, Eusebio Di Francesco. Los rumores lo vinculaban con Atlético de Madrid y Liverpool, pero no se recibieron propuestas concretas. Llegados a este punto, el Zenit de San Petersburgo quería hacer un doble acuerdo, entregando 50 millones de euros a cambio Paredes y el defensor Kōnstantinos Manōlas. Roma solicitó 80 millones de euros, y por lo tanto comenzaron negociaciones prolongadas. En cierto momento parecía que Manolas ya se había trasladado al Zenit, pero Paredes no quería ir a Rusia. A fines de junio, todo había cambiado: Paredes pasó con éxito un examen médico y se convirtió en jugador oficial del club de San Petersburgo, mientras que Manolas se quedó en Italia.

### Zenit de San Petersburgo

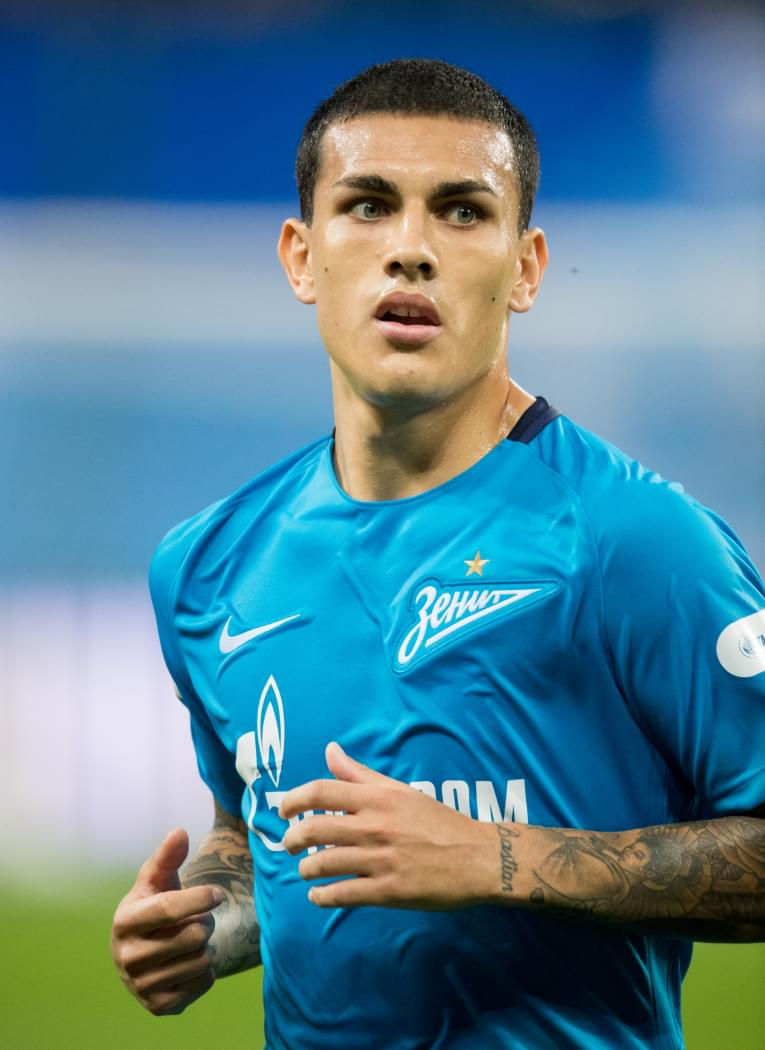
Paredes en uno de sus primeros partidos con el Zenit, 2017.

El 1 de julio de 2017, firmó un contrato con el Zenit ruso de San Petersburgo por 4 años. El importe de la transferencia fue de 23 millones de euros, con la Roma pudiendo recibir hasta cuatro millones más como bonificaciones por actuaciones exitosas. Debutó en el partido contra SKA-Jabárovsk en la primera jornada de la temporada 2017/18. El 13 de agosto marcó el primer gol del club ante el Terek Grozny. En octubre, fue nombrado mejor futbolista del equipo a finales de mes. Ese mes marcó y asistió en el partido ante el FK Anzhí (2-2) y fue aclamado por una asistencia en el partido de la Europa League ante la Real Sociedad (3-1). Tras su gol contra el equipo Majachkalá, el Zenit no pudo marcar durante cinco partidos, repitiendo su récord en el campeonato ruso (384 minutos), hasta que Paredes interrumpió esta racha negativa, anotando un gol en el enfrentamiento ante el Tosno (5-0) en noviembre.

En el invierno de 2018, Zenit tasó el pase de Paredes en 40 millones de euros. A pesar de los intereses de PSG y Chelsea, el argentino permaneció en el equipo una temporada y media más. Incluso después de la destitución de Roberto Mancini, siguió siendo uno de los mejores jugadores del equipo. El argentino fue tomado como un mediocampista defensivo, pero en el Zenit todavía estaba concentrado en el ataque, a menudo sin refinar en defensa. Debido a esto, los fanáticos lo criticaron regularmente. El 22 de abril de 2018, en un partido con el Arsenal, marcó un gol olímpico.

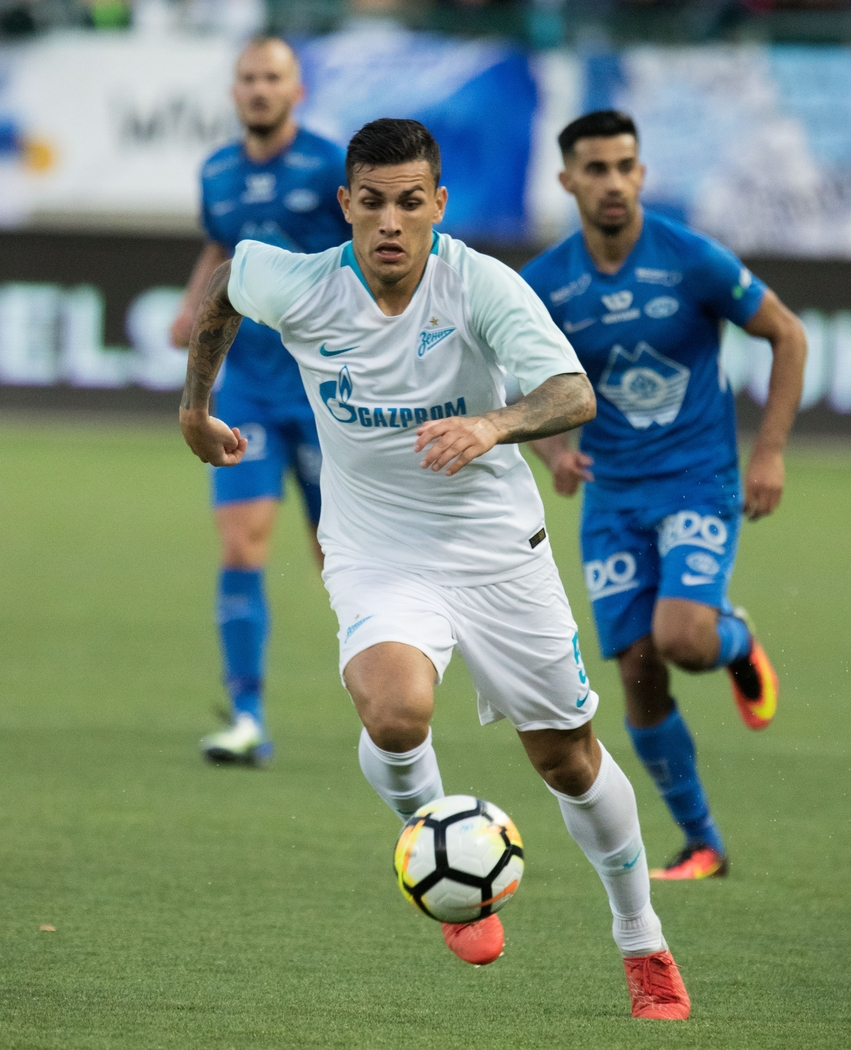
Paredes en un encuentro frente al Molde FK, 2019.

En mayo Paredes anunció que elegiría entre Real Madrid y Juventus. El famoso comentarista deportivo ruso Gennady Orlov habló sobre el deseo del mediocampista de pasar al campeonato europeo:
“Veamos quién está interesado en Paredes y quién lo necesita. Tengo poca fe en lo que escriben nuestros portales de información. Sí, déjenlo ir, ese es su deseo personal. Si no quiere estar en Zenit, déjenlo ir. Total, es de poca utilidad. Leandro no justifica el salario que recibe. Elegiré entre Juventus y Real Madrid, ¡Jaja!”.
El jugador inició su segunda temporada en la RPL, que también resultó polémica. Sergei Semak, que llegó como nuevo entrenador del “blanquiazul”, obligó al argentino a entrenar su faceta defensiva. En agosto, Zenit derrotó al Dynamo Minsk (8-1) y al Ural de Ekaterimburgo (4-1). Paredes marcó un gol en cada uno de los partidos, y también logró sacar una tarjeta roja en el enfrentamiento con el Dynamo. El 29 de octubre marcó el único gol del partido contra el Krylia y fue nombrado mejor jugador de la 12.ª jornada. El 4 de noviembre, fue expulsado, esta vez en un partido con el Ajmat Grozni. Su expulsión fue uno de los momentos más polémicos de su carrera, ya que varios medios e hinchas insinuaron que el argentino se había hecho echar del partido a propósito con el motivo de asistir a tiempo para ver la final de la Copa Libertadores 2018 entre Boca Juniors y River Plate. Esto haría que Leandro tenga que salir a desmentir las insinuaciones. En uno de los partidos finales de la primera parte del campeonato, ayudó a su equipo a vencer al Rubin Kazán al marcar un gol desde el punto de penalti. Este partido fue el último para Leandro. En total, jugó 61 partidos con el club ruso, marcó 10 goles y dio 15 asistencias.

### Paris Saint-Germain

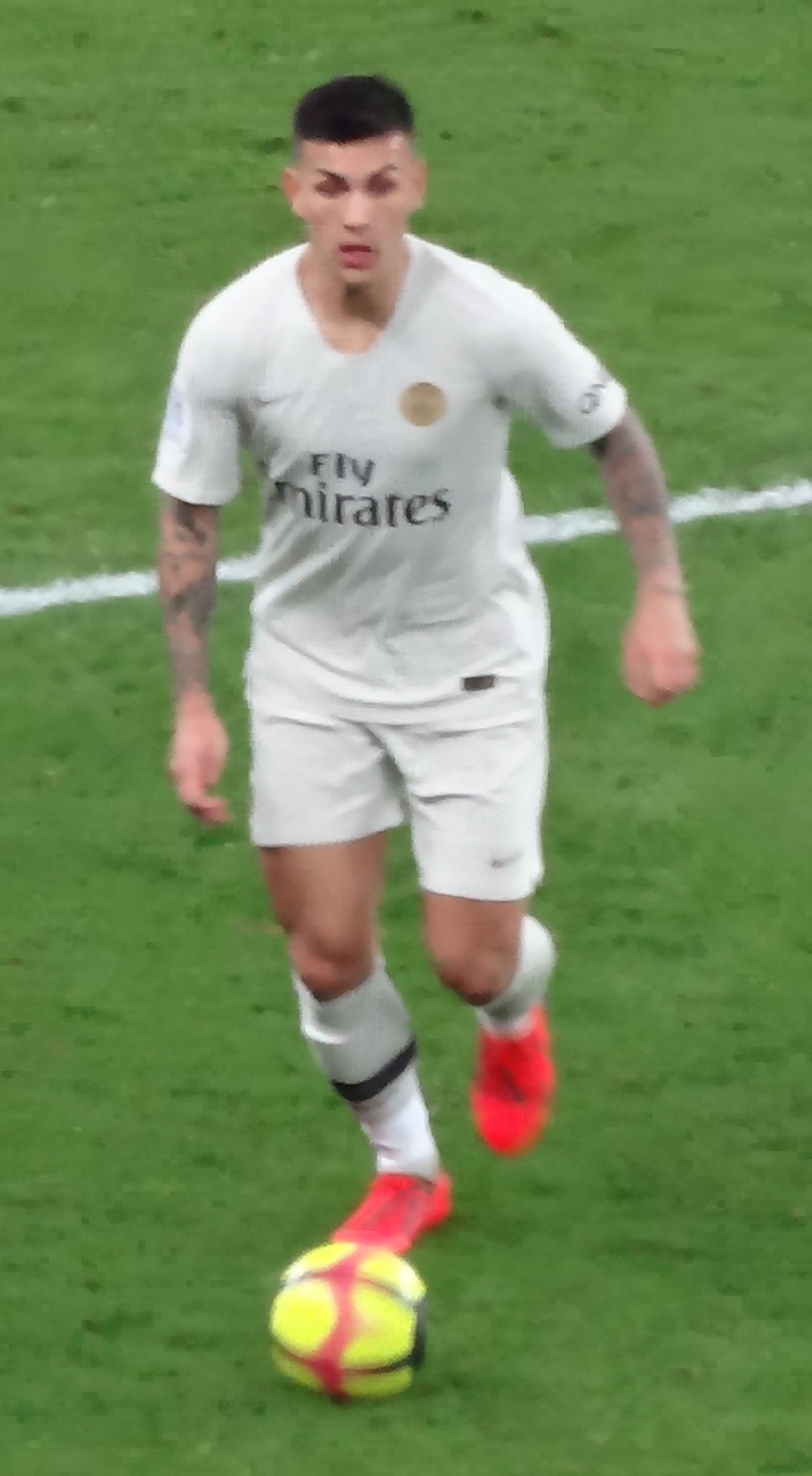
Paredes en una derrota frente al LOSC Lille Metropole, 2019.

El 29 de enero de 2019 se confirmó su traspaso del Zenit al Paris Saint-Germain por 4 años y medio y 47 millones de euros; de los cuales, 1,5 millones pasaron a Boca Juniors gracias al mecanismo de solidaridad impuesto por FIFA por derechos de formación del jugador. Recuperó el dórsal número 8, que antes llevaba Thiago Motta. El entrenador del equipo Thomas Tuchel lo hizo debutar en su primer partido oficial con la camiseta parisina ante el Olympique de Lyon, entrando en el minuto 79 de juego. Con la camiseta parisina, volvió a debutar en la Champions League el 12 de febrero de 2019 contra el Manchester United, en sustitución de Marco Verratti en el minuto 74 de juego. Al final de su primera media temporada en París, ganó el título de Ligue 1.
El 11 de diciembre de 2019 fue titular en la Champions League por primera vez con el Paris Saint-Germain ante el Galatasaray. Marcó su primer gol para el club en la victoria por 2-0 contra el Pau en la Copa de Francia el 29 de enero de 2020, justo un año después de fichar por el PSG, mientras llevaba el brazalete de capitán. Durante la temporada, fue titular durante los últimos partidos de la Champions League donde el PSG llegó a la final por primera vez en su historia, cayendo derrotando ante el Bayern Múnich por 1 a 0. El 10 de abril de 2021, Paredes anotó su primer gol en la Ligue 1, un tiro libre en la victoria por 4-1 sobre el Racing Club de Estrasburgo.
En mayo de 2022, Paredes, coronó su octavo título con París, en este caso fue la Ligue 1, la cual no ganaba desde el 2020.

#### Préstamo a Juventus de Turín
El 30 de agosto de 2022 se confirmó su pase a la Juventus de Turín a préstamo por el valor de su contrato con una opción de compra al final de la presente temporada por valor de 20 millones de euros. El mediocampista hizo su debut el 2 de septiembre contra la Fiorentina en un partido que terminaría 1 a 1, por la quinta fecha de la Serie A.

### A. S. Roma
El 16 de agosto de 2023 firmó contrato con la  Roma sellando su segunda etapa en el club hasta junio de 2025. El 14 de enero de 2024 convirtió un gol frente al AC Milan por la  Serie A. En marzo, volvió a convertir frente al AC Monza, siendo asistido por su compatriota Paulo Dybala. El 9 de mayo de ese mismo año, convirtió un doblete en la semifinal de la Europa League frente al Bayer 04 Leverkusen.
A comienzos de 2025, se rumoró su vuelta a Boca Juniors cuando el Xeneize ofertó a Roma por su ficha. Tras esto, el entrenador de la Roma, Claudio Ranieri, enmarcó a Paredes como un jugador con características especiales, pero no indispensables. En mayo de ese año, convirtió un gol de tiro libre frente al AC Milan.

### Vuelta a Boca Juniors
El 10 de julio de 2025, Paredes fue presentado como nuevo refuerzo de Boca Juniors en una Bombonera repleta con más de 50.000 hinchas. El 18 de julio,hizo su re-debut ingresando en el segundo tiempo por Carlos Palacios frente a Union de Santa Fe  y asistió a Lautaro Di Lollo para convertir el único tanto del encuentro, que finalizó en empate.

## Selección nacional

### Juveniles

#### Selecciones sub-15 y sub-17
Paredes formó parte de esta selección con la que disputó el Campeonato Sudamericano Sub-15 de 2009 en Bolivia. En este torneo, en el que Argentina quedó eliminada en primera fase, disputó los cuatro partidos actuando en todos como titular. También formó parte de la sub-17 con la que jugó varios partidos. Su debut se produjo ante un seleccionado juvenil de Colón y unos días más tarde marcó su primer gol ante Unión.
Además, fue convocado para disputar el Torneo Internacional "Copa Toyota". En este certamen disputado en Nagoya, Japón marcó 2 goles y se coronó campeón. Para el Campeonato Sudamericano Sub-17 de 2011 era una de las máximas promesas pero poco pudo hacer. Fue titular en el primer partido pero para el segundo ya perdió el puesto. Hizo 2 goles. Uno frente a Perú de penal y el otro frente a la Selección de Bolivia.
A pesar de tener un buen nivel en Boca, no disputó el Campeonato Sudamericano Sub-20 de 2013 por una decisión del entonces entrenador de la selección sub-20 de Argentina, Marcelo Trobbiani quien consideró que Paredes era "lagunero" e "irregular".

### Absoluta

#### Debut
El 19 de mayo de 2017, Paredes recibió su primera convocatoria absoluta por parte del nuevo técnico Jorge Sampaoli para los amistosos de Argentina contra Brasil y Singapur en junio. Hizo su debut internacional absoluto en el partido contra Singapur el 13 de junio, ayudando a Argentina a ganar 6-0 como visitante, donde también anotó su primer gol internacional.

#### Copa América 2019

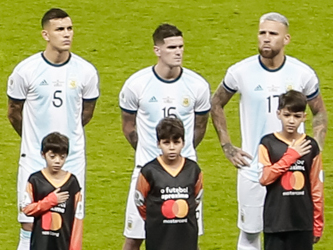
Paredes junto a Rodrigo De Paul y Nicolás Otamendi, en un encuentro frente a la selección de fútbol de Brasil, 2019.

En mayo de 2018, fue incluido en la lista preliminar de 35 hombres para la Copa del Mundo de Rusia 2018, pero no llegó a los 23 finalistas. El 21 de mayo de 2019, Paredes fue incluido en el equipo argentino de 23 hombres de Lionel Scaloni para la Copa América de 2019. Fue titular durante todo el torneo en donde Argentina logró el tercer puesto tras vencer a Chile y quedar eliminados ante los eventuales campeones, Brasil. Por sus buenas actuaciones, fue incluido dentro del Equipo Ideal.
El 11 de septiembre de 2019 convirtió su segundo gol en la selección mayor, en el amistoso contra la Selección de México. El 13 de octubre volvería a convertir en la victoria 6-1 frente a la  Selección de Ecuador.

#### Copa América 2021
Tras su desempeño en la anterior Copa América, Paredes fue convocado por Lionel Scaloni para la Copa América 2021. Disputó seis de los siete encuentros, siendo participe de la semifinal frente a Colombia, dónde convirtió su penal en la tanda de penales, y también en la final frente a Brasil, en la que Argentina ganó por 1-0. 

#### Participaciones en Copas del Mundo
| Mundial           | Sede  | Resultado | Partidos | Goles |
| ----------------- | ----- | --------- | -------- | ----- |
| Copa Mundial 2022 | Catar | Campeón   | 5        | 0     |

#### Participaciones en Copas América
| Torneo            | Sede           | Resultado     | Partidos | Goles |
| ----------------- | -------------- | ------------- | -------- | ----- |
| Copa América 2019 | Brasil         | Tercer puesto | 6        | 0     |
| Copa América 2021 | Brasil         | Campeón       | 6        | 0     |
| Copa América 2024 | Estados Unidos | Campeón       | 3        | 0     |

### Goles internacionales
| # | Fecha                    | Lugar        | Equipo    | ⠀Gol⠀ | Resultado | Competición                 |
| - | ------------------------ | ------------ | --------- | ----- | --------- | --------------------------- |
| 1 | 13 de junio de 2017      | Kallang      | Singapur  | 4 - 0 | 6 - 0     | Amistoso                    |
| 2 | 10 de septiembre de 2019 | San Antonio  | México    | 3 - 0 | 4 - 0     | Amistoso                    |
| 3 | 13 de octubre de 2019    | Elche        | Ecuador   | 3 - 0 | 6 - 1     | Amistoso                    |
| 4 | 8 de junio de 2021       | Barranquilla | Colombia  | 0 - 2 | 2 - 2     | Eliminatorias Sudamericanas |
| 5 | 19 de junio de 2023      | Yakarta      | Indonesia | 0 - 1 | 0 - 2     | Amistoso                    |

## Estilo de juego
Dotado de un muy buen pie derecho, Paredes comenzó jugando en Boca Juniors en la posición de mediocampista ofensivo como un enganche. En sus pocos partidos en primera división se lo comparó muy rápidamente con Juan Román Riquelme por su estilo de juego muy similar.
Fue trasladado a Roma, donde fue cedido al Chievo Verona y luego al Empoli. En este último club, gracias al técnico Marco Giampaolo quien lo colocó al frente de la defensa como organizador, logró sus actuaciones más brillantes.
Estando bajo presión, donde en general es muy difícil recibir el balón con los pies, se le puede comparar con un jugador como Marco Verratti. Es en especial útil en la fase de construcción por su calidad de pase (ya sea en un pase al raz del suelo o un pase largo) y sobre todo por su excelente visión del juego (que puede recordar a Thiago Motta o Sergio Busquets). Es un jugador muy creativo y muy peligroso, pero sin embargo adolece de algunas faltas debido a su falta de cultura defensiva (ya sea en los duelos físicos o en velocidad; pero lo compensa por su gran dominio del tackle).

## Vida personal
El 2 de septiembre de 2020, se informó que Paredes, junto con los compañeros del PSG, Neymar y Ángel Di María, dieron positivo por COVID-19. El diario deportivo francés L'Équipe dijo que los tres fueron de vacaciones a Ibiza. Como resultado, se pusieron en cuarentena durante una semana, y el resto de los jugadores y el personal de trabajo se sometieron a pruebas de coronavirus en la misma semana.
Paredes comentó en varias ocasiones que es fanático del Club Atlético Boca Juniors, el cual suele comentar que su mayor deseo es retirarse jugando allí. También comenta de forma ocasional que su máxima influencia e ídolo es Juan Román Riquelme.

## Estadísticas

### Clubes
Actualizado al último partido disputado el 17 de agosto de 2025.
| Club                              | Div.          | Temporada     | Liga  | Liga  | Liga   | Copas nacionales | Copas nacionales | Copas nacionales | Copas internacionales | Copas internacionales | Copas internacionales | Total | Total | Total  |
| Club                              | Div.          | Temporada     | Part. | Goles | Asist. | Part.            | Goles            | Asist.           | Part.                 | Goles                 | Asist.                | Part. | Goles | Asist. |
| --------------------------------- | ------------- | ------------- | ----- | ----- | ------ | ---------------- | ---------------- | ---------------- | --------------------- | --------------------- | --------------------- | ----- | ----- | ------ |
| C. A. Boca Juniors Argentina      | 1.ª           | 2010-11       | 1     | 0     | 0      | —                | —                | —                | —                     | —                     | —                     | 1     | 0     | 0      |
| C. A. Boca Juniors Argentina      | 1.ª           | 2011-12       | 3     | 0     | 0      | 1                | 0                | 0                | 1                     | 0                     | 0                     | 5     | 0     | 0      |
| C. A. Boca Juniors Argentina      | 1.ª           | 2012-13       | 20    | 4     | 2      | 1                | 0                | 0                | —                     | —                     | —                     | 21    | 4     | 2      |
| C. A. Boca Juniors Argentina      | 1.ª           | 2013-14       | 4     | 1     | 0      | —                | —                | —                | —                     | —                     | —                     | 4     | 1     | 0      |
| C. A. Boca Juniors Argentina      | Total club    | Total club    | 28    | 5     | 2      | 2                | 0                | 0                | 1                     | 0                     | 0                     | 31    | 5     | 2      |
| A. C. Chievo Verona · Italia      | 1.ª           | 2013-14       | 1     | 0     | 0      | —                | —                | —                | —                     | —                     | —                     | 1     | 0     | 0      |
| A. C. Chievo Verona · Italia      | Total club    | Total club    | 1     | 0     | 0      | 0                | 0                | 0                | 0                     | 0                     | 0                     | 1     | 0     | 0      |
| A. S. Roma · Italia               | 1.ª           | 2014-15       | 10    | 1     | 0      | 2                | 0                | 1                | 1                     | 0                     | 0                     | 13    | 1     | 1      |
| A. S. Roma · Italia               | 1.ª           | 2016-17       | 27    | 3     | 1      | 4                | 0                | 0                | 10                    | 0                     | 0                     | 41    | 3     | 1      |
| A. S. Roma · Italia               | Total club    | Total club    | 37    | 4     | 1      | 6                | 0                | 1                | 11                    | 0                     | 0                     | 54    | 4     | 2      |
| Empoli F. C. · Italia             | 1.ª           | 2015-16       | 33    | 2     | 1      | —                | —                | —                | —                     | —                     | —                     | 33    | 2     | 1      |
| Empoli F. C. · Italia             | Total club    | Total club    | 33    | 2     | 1      | 0                | 0                | 0                | 0                     | 0                     | 0                     | 33    | 2     | 1      |
| Zenit de San Petersburgo · Rusia  | 1.ª           | 2017-18       | 28    | 4     | 8      | 1                | 1                | 0                | 10                    | 1                     | 3                     | 39    | 6     | 11     |
| Zenit de San Petersburgo · Rusia  | 1.ª           | 2018-19       | 15    | 3     | 3      | 0                | 0                | 0                | 7                     | 1                     | 2                     | 22    | 4     | 5      |
| Zenit de San Petersburgo · Rusia  | Total club    | Total club    | 43    | 7     | 11     | 1                | 1                | 0                | 17                    | 2                     | 5                     | 61    | 10    | 16     |
| Paris Saint-Germain F. C. Francia | 1.ª           | 2018-19       | 16    | 0     | 2      | 4                | 0                | 0                | 2                     | 0                     | 0                     | 22    | 0     | 2      |
| Paris Saint-Germain F. C. Francia | 1.ª           | 2019-20       | 17    | 0     | 1      | 10               | 1                | 0                | 6                     | 0                     | 0                     | 33    | 1     | 1      |
| Paris Saint-Germain F. C. Francia | 1.ª           | 2020-21       | 21    | 1     | 2      | 7                | 0                | 1                | 8                     | 0                     | 1                     | 36    | 1     | 4      |
| Paris Saint-Germain F. C. Francia | 1.ª           | 2021-22       | 15    | 1     | 2      | 2                | 0                | 0                | 5                     | 0                     | 0                     | 22    | 1     | 2      |
| Paris Saint-Germain F. C. Francia | 1.ª           | 2022-23       | 3     | 0     | 1      | 1                | 0                | 0                | —                     | —                     | —                     | 4     | 0     | 1      |
| Paris Saint-Germain F. C. Francia | Total club    | Total club    | 72    | 2     | 8      | 24               | 1                | 1                | 21                    | 0                     | 1                     | 117   | 3     | 10     |
| Juventus de Turín · Italia        | 1.ª           | 2022-23       | 25    | 1     | 0      | 2                | 0                | 0                | 8                     | 0                     | 1                     | 35    | 1     | 1      |
| Juventus de Turín · Italia        | Total club    | Total club    | 25    | 1     | 0      | 2                | 0                | 0                | 8                     | 0                     | 1                     | 35    | 1     | 1      |
| A. S. Roma · Italia               | 1.ª           | 2023-24       | 34    | 4     | 5      | 2                | 0                | 0                | 13                    | 1                     | 2                     | 49    | 5     | 7      |
| A. S. Roma · Italia               | 1.ª           | 2024-25       | 22    | 3     | 1      | 2                | 0                | 1                | 8                     | 1                     | 0                     | 32    | 4     | 2      |
| A. S. Roma · Italia               | Total club    | Total club    | 93    | 11    | 7      | 10               | 0                | 2                | 32                    | 2                     | 2                     | 135   | 13    | 11     |
| C. A. Boca Juniors Argentina      | 1.ª           | 2025          | 4     | 0     | 2      | 1                | 0                | 0                | —                     | —                     | —                     | 5     | 0     | 2      |
| C. A. Boca Juniors Argentina      | Total club    | Total club    | 32    | 5     | 4      | 3                | 0                | 0                | 1                     | 0                     | 0                     | 36    | 5     | 4      |
| Total carrera                     | Total carrera | Total carrera | 299   | 28    | 31     | 40               | 2                | 3                | 79                    | 4                     | 9                     | 418   | 34    | 43     |

## Palmarés

### Campeonatos nacionales
| Título               | Equipo                    | País      | Año     |
| -------------------- | ------------------------- | --------- | ------- |
| Primera División     | C. A. Boca Juniors        | Argentina | A-2011  |
| Copa Argentina       | C. A. Boca Juniors        | Argentina | 2011-12 |
| Liga Premier         | Zenit de San Petersburgo  | Rusia     | 2018-19 |
| Ligue 1              | Paris Saint-Germain F. C. | Francia   | 2018-19 |
| Supercopa de Francia | Paris Saint-Germain F. C. | Francia   | 2019    |
| Ligue 1              | Paris Saint-Germain F. C. | Francia   | 2019-20 |
| Copa de Francia      | Paris Saint-Germain F. C. | Francia   | 2019-20 |
| Copa de la Liga      | Paris Saint-Germain F. C. | Francia   | 2019-20 |
| Supercopa de Francia | Paris Saint-Germain F. C. | Francia   | 2020    |
| Copa de Francia      | Paris Saint-Germain F. C. | Francia   | 2020-21 |
| Ligue 1              | Paris Saint-Germain F. C. | Francia   | 2021-22 |
| Supercopa de Francia | Paris Saint-Germain F. C. | Francia   | 2022    |
| Ligue 1              | Paris Saint-Germain F. C. | Francia   | 2022-23 |

### Campeonatos internacionales
| Título                  | Equipo                 | Sede           | Año  |
| ----------------------- | ---------------------- | -------------- | ---- |
| Copa América            | Selección de Argentina | Brasil         | 2021 |
| Copa Mundial de la FIFA | Selección de Argentina | Catar          | 2022 |
| Copa América            | Selección de Argentina | Estados Unidos | 2024 |

### Distinciones individuales
| Distinción                      | Año  |
| ------------------------------- | ---- |
| Equipo ideal de la Copa América | 2019 |